# 累积精度曲线
在機器學習中，積累精度曲線，或者叫CAP曲線（英語：Cumulative Accuracy Profile curve），是一種坐標圖式的分析工具，用於選擇最佳的信號偵測模型、捨棄次佳的模型或者在同一模型中設定最佳閾值。
在做決策時，CAP曲線分析可以利用比較兩條曲線的上下關係，給出客觀中立的建議。
CAP曲線分析被用於機器學習（machine learning）與數據挖掘（data mining）領域也得到了很好的發展。
CAP曲線可以視為ROC曲線的一種特殊化

## 範例
如果共有10%的人會購買我們的商品  

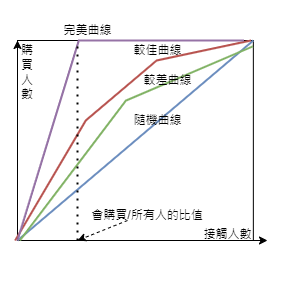
積累精度曲線示意圖

我們隨機挑取人選的話,會有一條藍色直線(Random 隨機的情況)

可以發現我們的Purchased與Total Contacted的比值都是10%

### 可能根據特徵選取不同的篩選模型
1. Good Model 好的預測模型

2. Poor Model 差的預測模型

### 如何比較Good Model, Poor Model
1. 當特定Total Contacted時比較兩種Model的上下關係

2. 比較其圖下面積大小,可以適用曲線積分

### 最佳情況
Crysrall Ball 像水晶球一樣預知所有那10%的人